# Quatro (quiz)
Quatro was een quiz voor kinderen uit groep 8 die van 1995 tot 2002 werd uitgezonden door de NCRV. De presentatie was in handen van Jochem van Gelder en er deden twee teams mee. Nadat de quiz enkele jaren als zelfstandig programma te zien was, werd de laatste serie onderdeel van het jeugdprogramma Buya. De quiz werd eerst gespeeld, waarna Jochem van Gelder (van beide programma's de presentator) naar de aangrenzende studio ging om direct met Jetske van den Elsen Buya te presenteren.
Het spel bestaat uit twee ronden waarbij elk een vierkant met zestien vakjes centraal staat.

## Spelverloop

### Plopwoord
Het 'plopwoord' bepaalt welk team er gaat beginnen. Er is een woord door elkaar gehusseld en de letters komen langzaam op de juiste plaats. Als je het woord weet, druk je op de knop en zeg je het. Klopt het, dan mag je beginnen. Is het fout, dan begint het andere team.

### Ronde 1
Hier moet een aantal vragen beantwoord worden. Elk goed antwoord is goed voor 10 gulden. Bovendien mag er een zogenaamd 'Quatro-streepje' op het speelbord worden gezet. Als een vierkant is omsloten door streepjes, heb je een 'Quatrootje' en krijg je 15 gulden extra. Er mag dan een 'bonusstreepje' worden gezet, net zo lang tot er geen Quatrootje meer ontstaat. Dit is vergelijkbaar met het spel "Kamertje verhuren" 
Er was een serie vragen over fitness, waarbij Jochem van Gelder een sketch opvoerde onder de naam GO FIT with WILLY DE WIT.
Geeft de speler bij een vraag een fout antwoord, dan mag het andere team het antwoord geven. Bij een goed antwoord krijgt dit team 10 gulden en een streepje en is de volgende beurt ook voor dit team. Maar als het team ook een fout antwoord geeft, mag het eerste team alsnog het streepje zetten.
Als het Quatro-veld vol is, is de ronde afgelopen.

### Ronde 2
Achter het spelbord zit een foto van een bekend persoon verstopt. Bij elk goed antwoord, verdwijnt er een vierkantje, waardoor de foto langzaam zichtbaar wordt. De vragen worden nu niet om-en-om gesteld. Het team dat  als eerste het antwoord denkt te weten drukt op de knop. Een goed antwoord levert 25 gulden op en er komt een vakje vrij op het spelbord. Maar bij een fout antwoord gaan er 25 gulden van de score af en krijgt het andere team een herkansing. Als dit antwoord ook fout is, blijft het vakje op het spelbord staan, maar verliest het team GEEN punten. De volgende vraag wordt gesteld.
Als je een juist antwoord hebt gegeven en je denkt te weten wie er op de foto staat, mag het team dat zeggen. Een goed antwoord levert 50 gulden extra op en het spel is dan afgelopen. Bij een fout antwoord, wordt er 50 gulden van de score afgetrokken.

### Winnaar
De winnaar is het team met het meeste geld. Dat team krijgt het geld mee naar huis en het andere team krijgt een Quatro-wekkerradio.
Het winnende team mag ook terugkomen en proberen om de volgende aflevering meer te verdienen.

## Sterrenquatro
Op 25 december 2001 werd er een kerstaflevering uitgezonden met Bekende Nederlanders, genaamd Sterrenquatro. Tussen 9 november 2002 en 12 juli 2003 werd Sterrenquatro ook uitgezonden.

## Cd-rom
Er bestaat ook een spel van de quiz Quatro dat men kan spelen op de computer. Het spel is in 2000 uitgebracht.